# 藤江弘一
藤江 弘一（ふじえ こういち、1930年1月25日 - 1993年6月7日 ）は、日本の官僚、政治家。自由民主党所属の参議院議員（1期）。

## 来歴
旧朝鮮京城生まれ。太平洋戦争終結後は静岡県磐田市に引き揚げた。1954年 東京大学法学部を卒業し、自治庁に入庁する。
総理府広報室参事官、統計局総務課長。北方対策本部審議官時代には北方領土の日制定に尽力した。
1981年 総理府日本学術会議事務局長。
1984年 総務庁恩給局長。1985年 官房長。1986年7月11日 総務事務次官に就任。1988年5月に退官。
1989年の参院選で比例区に自民党から立候補したが落選。1992年の第16回参議院議員通常選挙で当選。
1993年6月7日の朝、国会対策委員会出席後、移動中の車内で倒れる。同日、急性心不全のため虎の門病院で死去した。63歳没。死没日付をもって正四位勲二等に叙され、瑞宝章を追贈された。哀悼演説は同年6月17日、参議院本会議で守住有信により行われた。死去に伴い欠員補充として宮崎秀樹が繰上当選となった。

## 家族
妻は桐朋学園大学名誉教授の藤江効子。